# Thomas Edward Graham
Thomas Edward Graham, baron Graham d'Edmonton, (26 mars 1925-21 mars 2020) est un homme politique du Parti travailliste anglais.

## Biographie
Graham fait ses études au Co-operative College et occupe plusieurs postes dans le mouvement coopératif à partir de 1939, devenant ainsi secrétaire national du Co-operative Party.
Pendant la Seconde Guerre mondiale il sert dans l'armée britannique et est gravement blessé par les tirs ennemis. Graham est conseiller du conseil municipal d'Enfield à partir de 1961, rejoignant le nouveau Borough londonien d'Enfield en 1964 et en devenant le chef pendant dix ans.
En 1966, Graham se présente à Enfield West aux élections générales de cette année-là. Il est député d'Edmonton à partir de février 1974, et secrétaire parlementaire privé au ministère des Prix et de la Protection du consommateur de 1974 à 1976, puis whip du gouvernement de 1976 à 1979, avec le titre de Lords du Trésor.
Il est porte-parole de l'opposition sur l'environnement de 1980 à 1983, lorsqu'il perd son siège à la Chambre des communes au profit d'Ian Twinn dans le cadre de la défaite électorale du Labour cette année-là.
Le 12 septembre 1983, après avoir perdu son siège, Graham est créé pair à vie en tant que baron Graham d'Edmonton, d'Edmonton dans le Grand Londres. Il est whip en chef des travaillistes de 1990 à 1997. Il est président du Conseil des coopératives et président du Congrès des coopératives de 1987.
Il est président de l'Institut de la viande et patron de l'ancien ordre des forestiers et du parti travailliste de circonscription d'Edmonton. Graham est un partisan des Humanists UK et vit à Loughton.
Graham est un cousin germain du Dr Miriam Stoppard, de Lady Hogg, médecin, et de son fils, l'acteur Ed Stoppard, le fils de Miriam, ainsi que de la politicienne Oona King, la nièce de Lady Hogg . Il est décédé le 21 mars 2020, âgé de 94 ans .